# Goldbeere
Die Goldbeere (Rubus xanthocarpus) oder Chinesische Goldbeere ist eine in China beheimatete Art der Gattung Rubus.

## Beschreibung
Der niedrig wachsende Halbstrauch wird etwa 15 bis 30 cm hoch. Triebe und Blätter sind bestachelt. Die kleinen weißen Blüten erscheinen von Mai bis Juni. Nach der Blüte verschließt sich der Blütenkopf wieder und bildet darin die Früchte. Ab Juli erscheinen die einzelnstehenden orangegelben Sammelsteinfrüchte. Die Früchte sind etwa 1,5 cm groß. Vegetativ vermehrt sich die Pflanze über Wurzelausläufer.
Die Chromosomenzahl beträgt 2n = 14.

## Verbreitung
Die Goldbeere ist in China beheimatet und wächst wild in den Provinzen Anhui, Gansu, Shaanxi, Sichuan und Yunnan.